# Guaraná

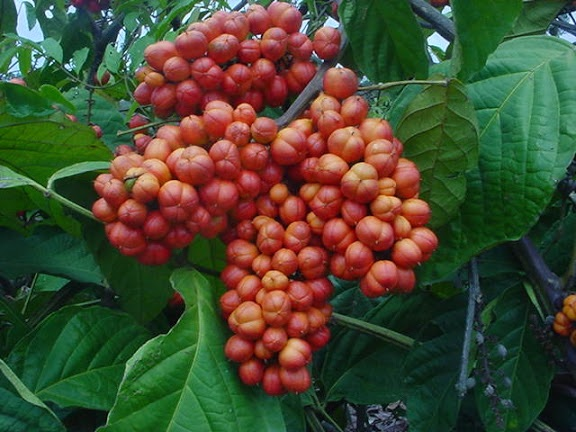
Fruto de guaraná (Zona Rural de Ariquemes - RO)

O guaraná (nome científico: Paullinia cupana), comumente chamado guaranazeiro e uaraná, é um cipó originário da Amazônia. É encontrado no Brasil, Peru, Colômbia, Guiana e Venezuela, sendo cultivado principalmente no município de Maués, estado do Amazonas, e na Bahia. Pertence a família Sapindaceae.
O guaraná é também conhecido no país pelos nomes populares guaraná-da-amazônia, guaranaina, narana, cupana, guanáyuba, varaná, paulínia, narazazeiro, guaraná-uva, naranajeiro, guaraná-cipó, naraná, guaranaúva ou uaraná. Fora do Brasil, a planta é conhecida por Brazilian cocoa ou Guarana Bread.

## Etimologia
O nome Paullinia foi atribuído por Lineu ao género a que pertence o guaraná em homenagem ao médico e botânico alemão Simon Pauli. "Guaraná" é oriundo do termo tupi wara'ná, que significa árvore que sobe apoiada em outra.

## Descrição
O guaraná é uma planta nativa brasileira. É uma espécie vegetal arbustiva trepadeira, podendo chegar a 3 metros de altura, sendo bem adaptada ao climas quente e úmido.  
Suas folhas são numerosas, glabras, elíptico-ovais, trifoliadas, pinadas, alternas, com parte inferior verde e brilhante, medindo por volta de 40 centímetros de comprimento e largura. As flores são zigomórficas, pequenas e brancas, racemiformes, tirseas, axilares; seu cálice possui cinco sépalas verdes, e sua corola apresenta quatro pétalas oblongas, com apêndice em forma de capuz e com ápice carnudo e de coloração amarela. As inflorescências podem chegar a mais de 30 centímetros. O seu fruto é em forma de cápsula elipsoidal ou esférica, com um a três folhetos, sendo piriforme e indeiscente; possui grande quantidade de cafeína (chamada de guaraína quando encontrada no guaraná) e, devido a suas propriedades estimulantes, é usado na fabricação de xaropes, barras, pós e refrigerantes. Tem casca vermelha e, quando maduro, deixa aparecer a polpa branca e suas sementes, assemelhando-se com olhos. Contém de uma a quatro sementes, as quais apresentam coloração castanho-escuro e têm arilo abundante antes da maturidade. Na região próxima ao município de Maués, onde é cultivada, os índios da nação saterê-mawé têm lendas sobre a origem da planta.
Em Portugal, produzem-se refrigerantes de guaraná desde o final da década de 1990, sendo inicialmente importados do Brasil. O refrigerante de guaraná mais vendido do mundo é o Guaraná Antarctica, produzido desde abril de 1921 no Brasil.
No Brasil, apesar de ser utilizada predominantemente na indústria de refrigerantes e de outras bebidas não alcoólicas, a planta também é utilizada nas indústrias farmacêutica e cosmética.

## Composição fitoquímica
O guaraná é uma das plantas mais ricas em cafeína, correspondendo a aproximadamente 3-6% do fruto. Estudos sugerem que a cafeína tem função na natureza de induzir memória olfativa em polinizadores, aumentando a probabilidade deles retornarem à planta.
As sementes do guaraná contêm alta concentração de compostos fenólicos, de onde vem a sua ação antioxidante. Além disso, apresentam em sua composição metilxantinas – sendo a de maior concentração a cafeína – e, em menores quantidades, outros alcaloides purínicos, tais como a teofilina e a teobromina. Também possuem saponinas, taninos (que representam cerca de 16% da sua composição), polissacarídeos, proteínas, ácidos graxos e oligoelementos, tais como rubídio, manganês, níquel e estrôncio. As sementes secas do guaraná constituem a parte mais utilizada comercialmente, uma vez que contêm alto teor de cafeína.
O óleo essencial é composto por sesquiterpenos cíclicos, monoterpenos cíclicos e minerais como cálcio, ferro, fósforo, potássio, magnésio, vitaminas B2, B3 e B4, flavonoides e taninos condensados, como a catequina e a epicatequina.

## Efeitos da ingestão
O guaraná é um estimulante: aumenta a resistência nos esforços mentais e musculares e diminui a fadiga motora e psíquica. Por meio das xantinas que possui (cafeína e teobromina), o guaraná produz maior rapidez e clareza do pensamento. Entretanto, se ingerido em excesso, provoca efeitos colaterais como insônia, irritabilidade, taquicardia, azia, distúrbios do sistema nervoso central, mioglobinúria e dependência física. Em longo prazo, seu consumo também pode provocar alterações significativas no sistema cardiovascular e até mesmo provocar convulsões. Em pacientes epiléticos, o guaraná pode piorar os quadros de epilepsia, seja diminuindo o limiar convulsivo ou aumentando a duração das crises. Considerando os efeitos da cafeína sobre a pressão arterial, seu consumo não é recomendado para pacientes hipertensos. A combinação de guaraná com suplementos contendo efedrina deve ser evitada, pois aumenta o risco de infarto do miocárdio e morte súbita. O extrato de guaraná, por ser rico em metilxantinas, pode bloquear os inibidores da adenosina e fosfodiesterase, aumentando as atividades da noraepinefrina.
A dose diária de cafeína reconhecida como segura para adultos é de 400 mg.

## A lenda do guaraná

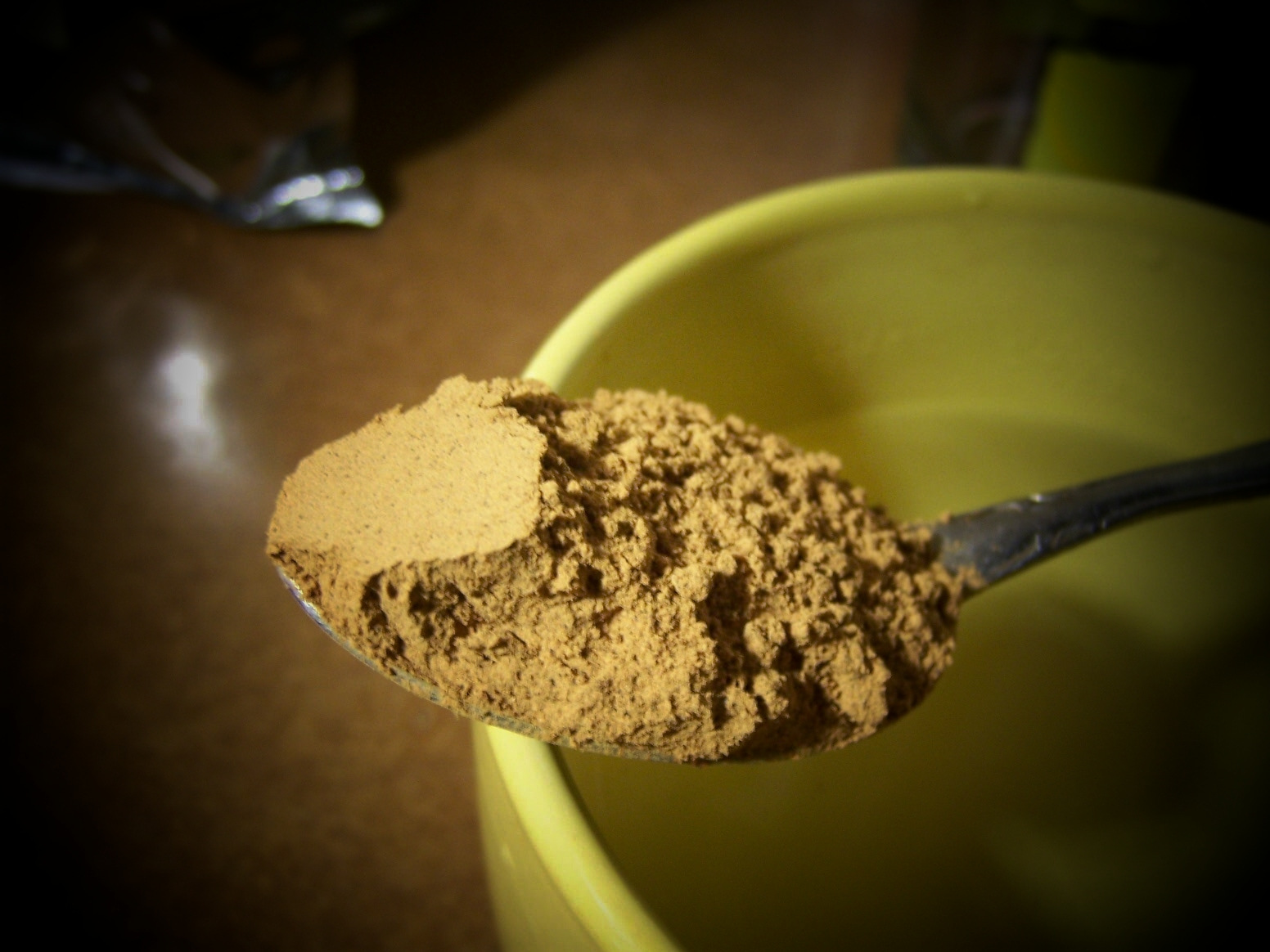
Guaraná em pó.

As tribos de Munducurucânia eram as mais prósperas dos índios. Venciam todas as guerras, as pescas eram ótimas, os peixes, os melhores e a doença era rara. Tudo isso por causa de um menino que, há alguns anos, nascera naquela tribo.
Ele era o mais protegido de todos. Nas pescas, era acompanhado por muitos - os pescadores desviavam dos rios as piranhas, jacarés ou qualquer outro perigo. Mas, certo dia, toda a segurança foi embora: o Gênio do Mal apareceu em forma de cascavel e feriu o garoto. A tribo entrou em lamentação e em desespero.
Tupã, o Deus dos índios, atendeu a todo aquele lamento e disse :
- Tirem os olhos do curumim e plantem-no na terra firme, reguem-no com lágrimas durante 4 luas e ali nascerá a "planta da vida", ela dará força aos jovens e revigorará os velhos.
Os pajés não duvidaram, arrancaram e plantaram os olhos do curumim e regaram com lágrimas durante quatro luas.
Nasceu ali uma nova planta, travessa como as crianças, com hastes escuras e sulcadas como os músculos dos guerreiros da tribo. E quando ela frutificou, seus frutos de negro azeviche, envoltos de um arilo branco com duas cápsulas de cor vermelho-vivo. Diziam os índios:
- É a multiplicação dos olhos do príncipe!
E o fruto trouxe progresso da tribo. Ajudou os velhos e deu mais força aos guerreiros.

## Usos populares e/ou tradicionais
O guaraná tem sido amplamente utilizado como estimulante do sistema nervoso central e do sistema cardiovascular, tendo em vista a sua composição rica em cafeína. Também é relatado o uso popular como diurético, antineurálgico, adstringente, antibacteriano e agente protetor do trato gastrointestinal. O guaraná também ganhou popularidade por ser considerado um "alimento funcional".
Durante séculos, tribos amazônicas de etnia Saterê-Maué utilizam o guaraná para tratar diarreia crônica, hipertensão, nevralgia, disenteria e enxaqueca.  Além disso, os indígenas também utilizam o material vegetal como antipirético, estimulante, analgésico, antídoto para venenos e para diversos outros fins terapêuticos. Suas sementes costumam ser mastigadas ou então adicionadas a alimentos e bebidas.

## Propriedades farmacológicas
Devido à sua ampla gama de propriedades medicinais, o guaraná está atualmente listado na Farmacopeia Brasileira oficial e, dentre as espécies amazônicas, é considerado um dos medicamentos mais promissores da flora brasileira.
O guaraná é rico em substâncias funcionais bioativas, dentre elas a cafeína, a teobromina, a catequina, a epicatequina, a teofilina, entre outras. Alguns efeitos atribuídos ao consumo de guaraná é de que ele é afrodisíaco, tem ação tônica, é adstringente, febrífugo, diurético e serve para o cansaço físico e mental, imunoestimulante, antioxidante, combate a obesidade e melhora a pressão sanguínea etc.
Ação estimulante: aparentemente, o guaraná apresenta efeitos estimulantes mais duradouros do que o café, provavelmente devido à presença de saponinas e taninos na planta, que interagem com a cafeína.
Ação anti-inflamatória: um estudo mostrou que o guaraná é capaz de inibir o TNF-alfa, citocina inflamatória envolvida em doenças como artrite reumatoide, psoríase, doença de Crohn, colite ulcerativa, entre outras, tendo efeito potencial no tratamento dessas enfermidades. A teofilina e a teobromina têm efeito broncoprotetor, ação imunomoduladora e anti-inflamatória, retardando o processo de envelhecimento e inibindo a deposição de colesterol nas artérias, permitindo melhor irrigação sanguínea em todo o organismo. (KUSKOSKI et al., 2005).
Efeito antimicrobiano: extratos hidroalcóolicos de Paullinia cupana mostraram efeitos antimicrobianos ativos contra linhagens de bactérias gram-negativas, como Pseudomonas aeruginosa e Chromobacterium violaceum, e gram-positivas, como Staphylococcus aureus MSSA e Bacillus cereus, os quais se devem possivelmente à presença de polifenóis no vegetal, entre eles os taninos. O extrato alcoólico da semente de guaraná também se mostrou eficaz contra alguns fungos, incluindo Aspergillus niger, Trichoderma viride and Penicillium cyclopium.
Combate à obesidade e às doenças cardiovasculares: o consumo do guaraná aumenta o gasto calórico diário e diminui o apetite, por manter estáveis os níveis de glicose no sangue, combatendo assim, a obesidade. Ademais, o grande teor de metilxantina no guaraná está relacionado a alterações no metabolismo de lipídios. Estudos sugerem que o consumo do guaraná está envolvido com uma menor chance no desenvolvimento de doenças metabólicas e cardiovasculares, tendo efeito sobre a oxidação do LDL (lipoproteína de baixa densidade). A planta também apresentou potencial antiadipogênico, pois tem capacidade de modular microRNAs e genes relacionados ao processo, assim como aumento do metabolismo energético e estimulação de biogênese mitocondrial, auxiliando no controle do ganho de peso, mesmo em dietas altamente gordurosas.
Ação antioxidante: é rico em catequina, que é uma substância que combate os radicais livres, tendo efeito antioxidante e prevenindo o envelhecimento. Compostos extraídos de Paullinia cupana apresentaram capacidade de atravessar a barreira hematoencefálica e demonstraram atividade protetora contra a lipoperoxidação de membranas plasmáticas in vitro. Trata-se, portanto, de uma potencial forma de prevenção ou tratamento contra doenças neurodegenerativas, como a doença de Alzheimer e a demência vascular, ou relacionadas ao processo de envelhecimento.

### Outros efeitos
O guaraná mostrou efeito protetor no DNA de hepatócitos de ratos, proteção contra lesões gástricas induzidas por etanol e indometacina, inibição da agregação plaquetária in vitro e in vivo, neuroproteção, inibição da acetilcolinesterase, melhoria na atenção, no humor, na disposição e na cognição, efeito antigenotóxico in vivo e redução da fadiga mental.  Também foram relatados, na literatura científica, propriedades do guaraná como efeito cardiotônico e cardioprotetor, adipogênese, controle de ondas de calor, efeito citoprotetor, controle da placa bacteriana nos dentes, atividade anti-neoplásica, melhora na fadiga em pacientes com câncer de mama, efeito antialérgico, ação quimioprofilática da carcinogênese, efeito panicolítico e analgesia. Ele é também citado como agente antidepressivo, ansiolítico, anticancerígeno, relaxante muscular e antimicrobiano. O extrato seco de guaraná tem sido utilizado topicamente para prevenção e tratamento da lipodistrofia ginoide, devido ao aumento do número de vasos sanguíneos na derme.

### Uso em cosméticos
Devido às suas propriedades antimicrobianas e antioxidades, o extrato das sementes do guaraná pode ser utilizado como aditivo natural em cosméticos, principalmente em produtos antienvelhecimento. Também é utilizado em produtos para o tratamento da celulite, tendo em vista sua grande quantidade de alcaloides, como a cafeína.

## Guaraná Bebida Medicinal
O engenheiro João Alberto Masô publicou o artigo " O Guaraná" no Boletim da Sociedade de Geographia do Rio de Janeiro em 1906, descrevendo como os habitantes de Goiás e Mato Grosso em contato com as tribos dos mundurucus e maués começaram a tomar o guaraná, substituindo o mate, o café e o chá. Esses habitantes, notando que a bebida tirava o sono e dava força e alegria, levaram para as cidades próximas. Segundo o autor, o guaraná era proclamado como "Elixir de Longa Vida".
O consumo da bebida se espalhou pelo país e no final do século XIX era vendido no Rio de Janeiro como componente de elixires medicinais.
O processamento do xarope da fruta iniciou-se no Brasil em 1905 por Luiz Pereira Barreto, um médico da cidade de Resende, no Rio de Janeiro.
De acordo com o site da Cyrilla Refrigerantes, o jovem engenheiro, natural da Alemanha, Ernest G. Geys, que na época assessorava indústrias do Vale dos Sinos, procurava um sócio para produzir suas fórmulas de bebidas. Em uma viagem à Uruguaiana, encontrou o caixeiro viajante Frederico Adolfo Diefenthäler e fundam uma fábrica de refrigerantes em Santa Maria no Rio Grande do Sul. A fábrica é apontada como uma das pioneiras do refrigerante de guaraná, com o lançamento do Guaraná Cyrilla em 1906. A bebida inicialmente era adstringente e acentuadamente amarga e por isso não se disseminou muito (não há como comprovar se o guaraná era gaseificado, o registro de guaraná gaseificado é de 1922) . 
Podemos entender a palavra refrigerante como bebida para refrescar, como é apontando por João Alberto Masô no artigo " O Guaraná" de 1906 citado anteriormente: "Emprega-se para ralar o guaraná uma lima grossa ou groza, no Amazonas, porém preferem o osso byvide de pirarucú (lingua do peixe pirarucú) que dá um pó finissimo, impalpavel. Uma colher de chá deste pó num copo de água assucarada, eis ahi um delicioso refrigerante.

## Guaraná Gaseificado
Por meio de documentos, o crédito de misturar gás e xarope de guaraná deve ser dado ao português Oliveira Simões, que comercializa o guaraná gaseificado em 1915. Em 11 de dezembro de 1917 sua empresa, Oliveira Simões e Cia., de Belém do Pará, consegue carta patente n.9769 do Guaraná Efervescente, chancelada por Venceslau Brás. O método utilizado na produção, em essência, é o mesmo atualmente.
Em 1918 aparece no Rio de Janeiro o primeiro anúncio do Guaraná Champagne, fabricado pela Empresa de Produtos de Guaraná, situada na Rua da Quitanda, n.07. Havia três versões do produto: Carioca (doce), Assírio (seco) e Itamaraty (extrasseco).
Criado para a Antarctica, pelo químico industrial e professor de farmácia Pedro Baptista de Andrade e com laudo do Laboratório de Análises Químicas do Estado e aprovada pela Diretoria de Serviço Sanitário, o “Guaraná Champagne Antarctica” foi lançado em 18 de agosto de 1921. Podemos ver o lançamento na página do jornal Correio Paulistano.
Na Sérvia e em outros países do Leste Europeu, fabrica-se uma bebida energética à base de guaraná, comercializada com este nome, mas que, em vez do gosto doce do refrigerante, tem sabor amargo e efeito cardioacelerador.